# Integrated Device Technology
Integrated Device Technology, Inc.，簡稱IDT，是一家半導體解決方案銷售商，成立於1980年，擁有3000多名員工，從事半導體產品的設計及製作。
1999年4月，IDT收購Quality Semiconductor（QSI）。1999年9月，IDT將子公司Centaur Technology的中央處理器部門出售予威盛電子。
現時IDT的產品重點主要針對在網絡處理上，尤其為在防火牆使用的信息包檢驗產品。2001年4月，IDT收購了網絡搜尋元件製造商Solidum Systems。2004年5月，IDT收購ZettaCom公司（ZettaCom, Inc.）。2005年6月，IDT收購Integrated Circuit Systems（ICS）。2005年10月，IDT以3500萬美元收購飛思卡爾的時脈回路部門。2006年7月，IDT以3500萬美元收購SigmaTel的電腦音效晶片部門。

2018年9月11日瑞薩電子以每股49美元現金，斥資67億美元現金收購美國Integrated Device Technology（IDT），以加強與英偉達及英特爾在自動駕駛技術領域的競爭。